# Grashalme

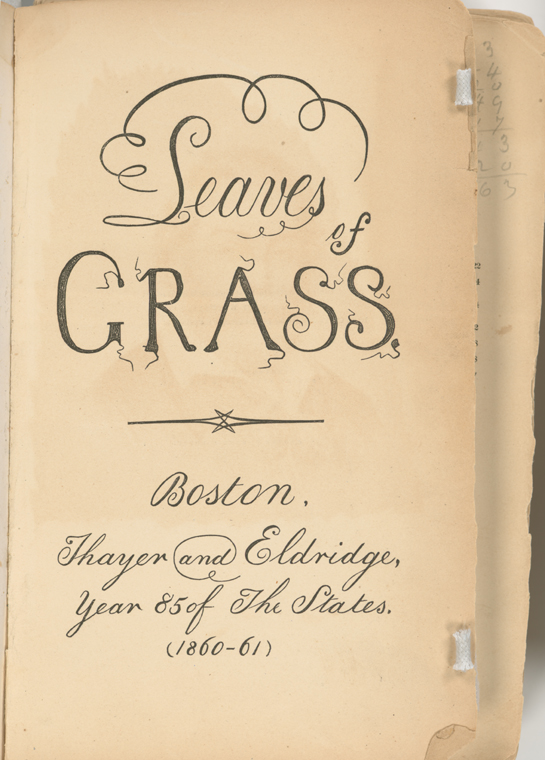
Leaves of Grass, Thayer and Eldridge, Boston 1860/61

Leaves of Grass (in der deutschen Übersetzung Grashalme, später auch Grasblätter) ist das Hauptwerk von Walt Whitman, einem der bedeutendsten US-amerikanischen Lyriker.

## Allgemein
Die erste Fassung dieses Zyklus bestand aus unbetitelten Gedichten und wurde von Whitman 1855 im Selbstverlag publiziert. In den nächsten 36 Jahren wurde die Sammlung immer wieder überarbeitet und erheblich erweitert (von anfangs zwölf auf fast 400 unterschiedlich lange Gedichte, oft selber Gedichtzyklen, in der neunten Auflage 1892).
Die Sammlung der meist in freien Versen verfassten Gedichte schlägt (mit Ausnahme der bedrückenden Gedichte aus dem Sezessionskrieg, in dem Whitman als Krankenpfleger half) einen kraftvoll-optimistischen, hymnischen Grundton an und entwirft als ausdrücklich amerikanisches Opus emanzipiert von Europa selbstbewusst das Lebensgefühl der Neuen Welt.

## Struktur
Die folgende Liste präsentiert die Aufteilung des Werkes in der letzten Ausgabe von 1892 (der sogenannten Deathbed Edition) nach Büchern und von Whitman durch in Großbuchstaben geschriebenen Überschriften besonders herausgestellten Gedichten (wozu bemerkenswerterweise sein berühmtestes Gedicht, When Lilacs Last in the Dooryard Bloom´d, seine Totenklage um Abraham Lincoln, nicht gehört).
- Inscriptions (26 Gedichte)
  - Beginning from Paumanok (19-teiliger Zyklus)
  - Song of Myself (52-teiliger Zyklus)
- Children of Adam (16 Gedichte)
- Calamus (51 Gedichte)
  - Salut au Monde! (13-teiliger Zyklus)
  - Song of the Open Road (15-teiliger Zyklus)
  - Crossing Brooklyn Ferry (9-teiliger Zyklus)
  - Song of the Answerer (2-teiliger Zyklus)
  - Our Old Feuillage (Langgedicht)
  - A Song of Joys (Langgedicht)
  - Song of the Broad-Axe (12-teiliger Zyklus)
  - Song of the Exposition (9-teiliger Zyklus)
  - Song of the Redwood-Tree (3-teiliger Zyklus)
  - A Song for Occupations (6-teiliger Zyklus)
  - A Song of the Rolling Earth (4-teiliger Zyklus)
- Birds of Passage (7 Gedichte)
  - A Broadway Pageant (3-teiliger Zyklus)
- Sea-Drift (11 Gedichte)
- By the Roadside (29 Gedichte)
- Drum-Taps (43 Gedichte – darunter O Captain! My Captain! und When Lilacs Last in the Dooryard Bloom’d)
- Memories of President Lincoln (6 Gedichte)
  - By Blue Ontario´s Shore (20-teiliger Zyklus)
  - Reversals (Kurzgedicht)
- Autumn Rivulets (44 Gedichte)
  - Proud Music of the Storm (6-teiliger Zyklus)
  - Passage to India (9-teiliger Zyklus)
  - Prayer of Columbus (Langgedicht)
  - The Sleepers (8-teiliger Zyklus)
  - Transpositions (Kurzgedicht)
  - To Think of Time (9-teiliger Zyklus)
- Whispers of Heavenly Death (20 Gedichte)
  - Thou Mother with thy Equal Blood (6-teiliger Zyklus)
  - A Paumanok Picture (Kurzgedicht)
- From Noon to Starry Night (22 Gedichte)
- Songs of Parting (17 Gedichte)
- First Annex: Sands at Seventy (58 Gedichte)
- Second Annex: Good-Bye my Fancy (ein Vorwort und 31 Gedichte)
- A Backward Glance o'er Travel'd Roads (Nachwort)

## Veröffentlichungen
- Deutsche Übersetzungen, gelistet in der Deutschen Nationalbibliothek

## Vertonungen
- 1903–1909: Ralph Vaughan Williams: A Sea Symphony (Symphony No. 1), Chorsinfonie auf Texte von W. Whitman
- 1919: Paul Hindemith: Drei Hymnen opus 14 für Bariton und Klavier
- 1924: Franz Schreker: Zwei lyrische Gesänge (für hohe Singstimme und Klavier)
- 1942–1947: Kurt Weill: Three (später: Four) Walt Whitman songs (Klavierlieder)
- 1946: Paul Hindemith: When Lilacs Last in the Door-yard Bloom'd. A Requiem „For those we love“ (Oratorium für Mezzosopran, Bariton, Chor und Orchester)
- 1948: Hans Werner Henze: Whispers from heavenly death. Kantate für das gleichnamige Gedicht von Walt Whitman für hohe Singstimme (Sopran oder Tenor) und Klavier.
- 1980: George Crumb: Apparition. Elegiac songs and vocalises for soprano and amplified piano, on texts from Walt Whitman's "When lilacs last in the dooryard bloom'd".
- 1988: John Adams: The Wound-Dresser (Orchesterlied für Bariton)
- 1992: Robert Strassburg: Leaves of Grass: A Choral Symphony. (Symphonie für Mezzosopran, Tenor, Erzähler und Orchester zu Gedichten von Walt Whitman)[2][3]
- 2016: Alva Noto, Tarwater, Iggy Pop: Leaves of Grass